# Franco Lovignana

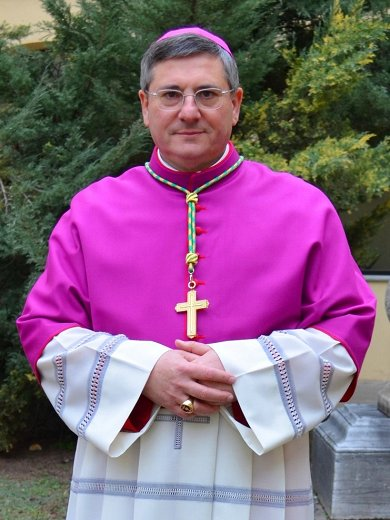
Bischof Franco Lovignana (2011)

Franco Lovignana (* 22. November 1957 in Aosta, Italien) ist ein römisch-katholischer Geistlicher und Bischof von Aosta.

## Leben

Bischofswappen

Franco Lovignana empfing am 21. Juni 1981 durch den Bischof von Aosta, Ovidio Lari, das Sakrament der Priesterweihe.
Am 9. November 2011 ernannte ihn Papst Benedikt XVI. zum Bischof von Aosta. Der Erzbischof von Turin, Cesare Nosiglia, spendete ihm am 18. Dezember desselben Jahres die Bischofsweihe; Mitkonsekratoren waren der Bischof von Ventimiglia-San Remo, Alberto Maria Careggio, und der emeritierte Bischof von Aosta, Giuseppe Anfossi.